# Patvarc
Patvarc (slovakiska: Patvarec) är en ort (by) i provinsen Nógrád i norra Ungern. Orten har 714 invånare (2024), på en yta av 7,84 km². Den ligger nära gränsen till Slovakien, cirka 4,5 kilometer sydost om Balassagyarmat.